# Kotielniki (stacja metra)
Kotielniki (ros. Котельники) – stacja końcowa linii Tagansko-Krasnopriesnienskiej metra moskiewskiego, znajdująca się na granicy trzech miast: Moskwy (południowo-wschodni okręg administracyjny, rejon Wychino–Żulebino), Lubierec i Kotielnik. Otwarcie miało miejsce 21 września 2015 roku.
Stacja dwunawowa typu płytkiego kolumnowego z peronem wyspowym położona jest na głębokości 15 m. Główne materiały wykończeniowe to granit i marmur. Charakterystycznym elementem wystroju są kolumny ze stali nierdzewnej, w których głowice wkomponowano punkty świetlne. Stacja posiada siedem wyjść: cztery z nich prowadzą na Szosę Noworiazanską, pozostałe trzy na ulicę Marszała Połubojarowa.